# بازسازی تخم
بازسازی تخم (به انگلیسی: Egg repair)، فرایند بازسازی پوسته تخم زنده است، به‌ویژه برای پرندگان زنده، زیرا ممکن است تخم توسط پرندگان والدین با پنجه‌های تیز آسیب ببیند که می‌توانند در تخم بارورشده سوراخ ایجاد کنند. تخم‌ها با چسباندن یک تکه از تخم دیگر با همان شکل روی آن بازسازی می‌شوند. تخم‌های ترک‌خورده را می‌توان با چسب سفید بازسازی کرد. تخم‌های شکسته یا ترک‌خورده احتمالاً توسط باکتری‌ها آلوده می‌شوند و به دنبال آن جنین می‌میرد. آنتی‌سپتیک را می‌توان برای کشتن باکتری‌های سطحی پیش از بازسازی استفاده کرد.
پرندگان نیز می‌توانند از تخم‌های بدون پوسته رشد کنند، اما شانس موفقیت برای جوجه‌ها حدود ۶۰٪ است. یک جایگزین شفاف برای پوسته تخم ساخته‌شده از پلی‌دی‌متیل سیلوکسان امکان دیدن جنین در حال رشد را نیز فراهم می‌کند.